# Риу-де-Галиньяш
Риу-де-Галиньяш (порт. Rio de Galinhas)  —  район (фрегезия) в Португалии,  входит в округ Порту. Является составной частью муниципалитета  Марку-де-Канавезеш. По старому административному делению входил в провинцию Дору-Литорал. Входит в экономико-статистический  субрегион Тамега, который входит в Северный регион. Население составляет 1841 человек на 2001 год. Занимает площадь 1,78 км².